# Soname Yangchen
Soname Yangchen, née en 1973 au Tibet, est une chanteuse compositeur tibétaine.

## Biographie
Soname Yangchen est née en 1973 dans la vallée de Yarlung, à l’époque de la révolution culturelle au Tibet, dans une famille noble, mal considérée par l’administration chinoise. Enfant, elle a la passion du chant et est envoyée à l'âge de 7 ans chez une tante à Lhassa pour suivre des études mais est utilisée comme bonne dans une famille fidèle au régime. Elle y passe neuf années d’esclavage. À 16 ans, elle s’enfuit et traverse l’Himalaya à pied pour rejoindre l’Inde. En 1990, elle a une fille, Decky. Abandonnée par son compagnon, elle confie sa fille à sa belle famille et recherche une vie décente en Occident.
Soname est devenue une chanteuse en Angleterre et est connue dans le monde entier. Elle débute en interprétant les chants traditionnels de sa grand-mère, puis de ses compositions. En 2003, elle donne un gala à l’Opéra Royal de Londres.

## Ouvrage
- Soname Yangchen, Vicki Mackenzie (en), Soname ou la bonne fortune: Une enfance tibétaine, Intervalles, Éd. de la Loupe, 2009,  (ISBN 2848682884)